# Diaoulé
Diaoulé ist eine Gemeinde (commune) im Département Fatick der Region Fatick, gelegen im zentralen Westen Senegals. Sie besteht aus dem namensgebenden Hauptort (chef-lieu) sowie weiteren Dörfern (villages) und Weilern (hameaux).

## Geographische Lage
Die Gemeinde Diaoulé liegt im Erdnussbecken Senegals. Der Hauptort Diaoulé liegt 20 Kilometer östlich der Départementspräfektur Fatick und 135 Kilometer südöstlich der Hauptstadt Dakar. Das Gemeindegebiet hat eine Fläche von 95,62 km². Benachbarte Kommunen sind im Uhrzeigersinn Thiaré Ndialgui im Nordwesten, Patar Lia und Ouadiour im Nordosten, Ndiébel im Süden und im Westen Mbéllacadiao.

## Geschichte
Das Dorf Diaoulé war seit 1972 Hauptort einer Landgemeinde (communauté rurale) und die erhielt 2014, wie in Senegal alle communautés rurales, den landesweit einheitlichen Status einer Gemeinde (commune).

## Bevölkerung
Die letzten Volkszählungen ergaben jeweils folgende Einwohnerzahlen:
| Jahr | Einwohner |
| ---- | --------- |
| 1988 | 9.371     |
| 2002 | 11.210    |
| 2013 | 12.586    |
| 2023 | 15.313    |

Nach dem Zensus 1988 umfasste die Landgemeinde Diaoulé (außer den Dörfern des Hauptorts) 24 Dörfer. Der Hauptort Diaoulé (Dörfer I bis IV) hatte damals 1271 Einwohner und lag damit nach Einwohnerzahl in der Landgemeinde an erster Stelle vor dem Dorf Marouth (531 Einwohner).

## Verkehr
Diaoulé liegt abseits des Netzes der Nationalstraßen. Eine neu angelegte 16 Kilometer lange Schotterpiste, die bei Fatick von der N 10 nach Osten abzweigt, verbindet den Hauptort mit dem Rest des Landes. Eine weitere Schotterpiste führt in Süd-Nord-Richtung durch Dörfer im Westen des Gemeindegebietes und verbindet das große Dorf Marouth mit dem neun Kilometer entfernten Diakhao.